# Blahodatne (Pokrowsk)
Blahodatne (ukrainisch Благодатне; russisch Желанное Schelannoje) ist eine Siedlung städtischen Typs in der ukrainischen Oblast Donezk mit 100 Einwohnern.

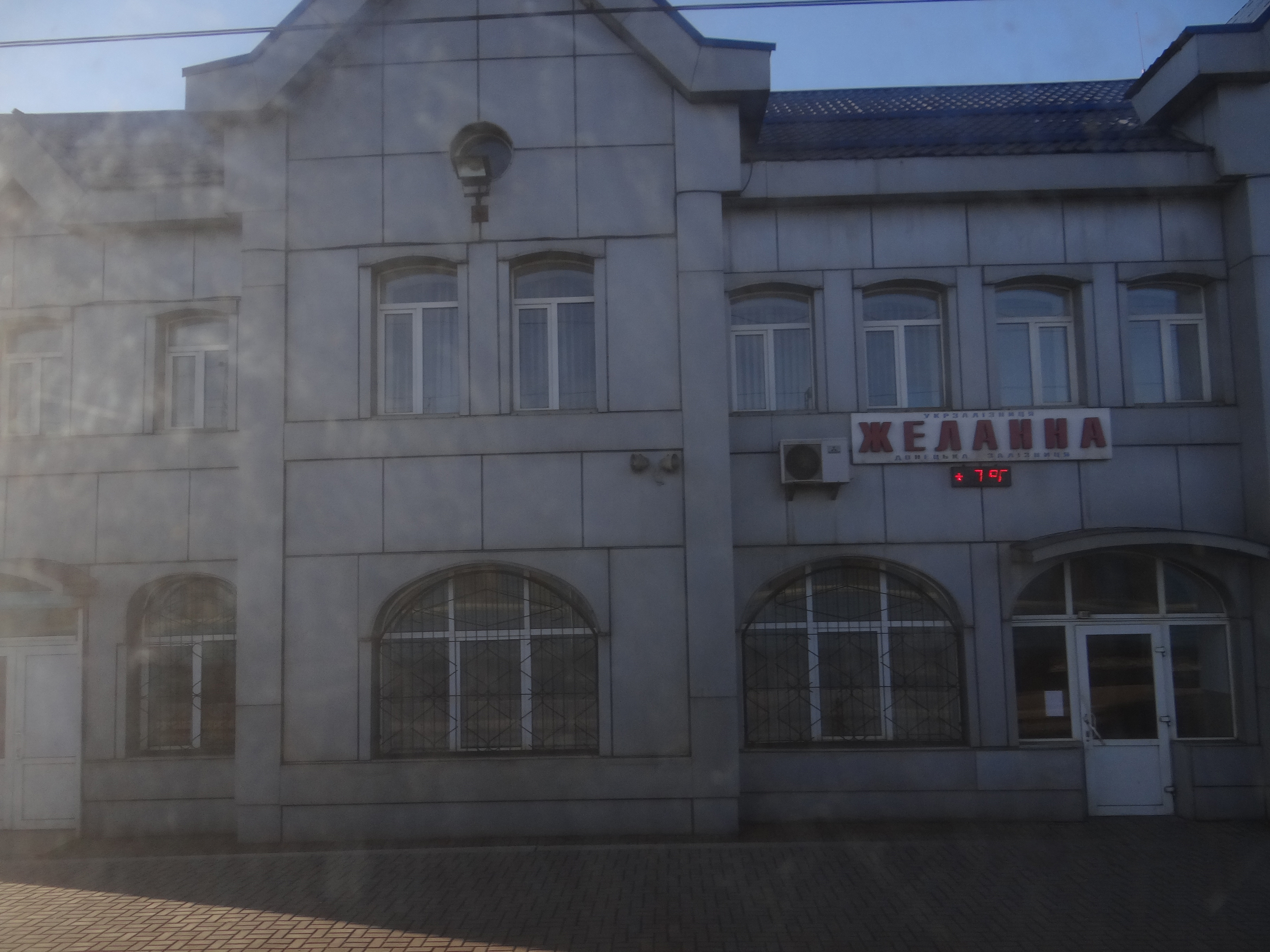
Bahnhof im Ort

Der 1880 als Bahnhofssiedlung gegründete Ort besitzt seit 1969 den Status einer Siedlung städtischen Typs.
Die Ortschaft befindet sich 40 km nordwestlich vom ehemaligen Rajonzentrum Jassynuwata und 50 km nordwestlich vom Oblastzentrum Donezk und besitzt eine Bahnstation an der Bahnstrecke zwischen Pokrowsk und Jassynuwata.
Am 12. Juni 2020 wurde die Siedlung ein Teil der neugegründeten Siedlungsgemeinde Otscheretyne, bis dahin bildete sie zusammen mit der Ansiedlung Woschod (Восход) die gleichnamige Siedlungsratsgemeinde Schelanne (Желаннівська селищна рада/Schelanniwska selyschtschna rada) im Westen des Rajons Jassynuwata.
Am 17. Juli 2020 wurde der Ort selbst ein Teil des Rajons Pokrowsk.
Am 21. August 2024 meldete das russische Verteidigungsministerium die Kontrolle über die Siedlung.

## Bevölkerung
| 1959 | 1970 | 1979 | 1989 | 2001 | 2010 | 2016 |
| ---- | ---- | ---- | ---- | ---- | ---- | ---- |
| 1555 | 1793 | 1634 | 1596 | 1599 | 1507 | 1400 |

Quellen:

## Persönlichkeiten
- Jurij Chotlubej (* 1944), Politiker; von 1998 bis 2015 Bürgermeister von Mariupol